# سانگرام موکرجی
سانگرام موکرجی (انگلیسی: Sangram Mukherjee؛ زادهٔ ۶ نوامبر ۱۹۸۱) بازیکن فوتبال اهل هند بود.
از باشگاه‌هایی که در آن بازی کرده است می‌توان به باشگاه فوتبال سالگائوکار، باشگاه فوتبال بنگال شرقی، و باشگاه ورزشی موهون باگان اشاره کرد.
وی همچنین در تیم‌های ملی فوتبال زیر ۲۳ سال هند و هند بازی کرده است.